# Yaomachtia
El Yaomachtia es un arte marcial que según sus practicantes fue creado por los aztecas. Significa "Prepararse para la guerra" en Náhuatl. Su exponente y difusor es "Manuel lozano"*  una persona de posible ascendencia mexicana nacido en Brownsville, Texas (v. Discución).
La palabra Yaomachtia se encuentra en los viejos libros de la historia de México, este término se traduce como el arte de la guerra, la palabra Yao significa la guerra en la antigua náhuatl, por lo que machtia, este es un término con connotaciones latino / romano / griego que significa la formación, sin embargo este término fue inventado por los españoles, por lo cual no suena náhuatl completamente.
Se presume que uno de sus principales exponentes es el luchador "Mil Máscaras" - el hombre de las mil máscaras. sin referencias verificables

## Armas
Cuchillo, diferentes tipos de machete, varas, escudos y flechas.